# Владимир Беара
Владимир Беара (хорв. Vladimir Beara; 2 листопада 1928, Зелово, Королівство Югославія — 11 серпня 2014, Спліт) — югославський футболіст, що грав на позиції воротаря. По завершенні ігрової кар'єри — тренер. Виступав за національну збірну Югославії.

## Клубна кар'єра
У дорослому футболі дебютував 1947 року виступами за команду клубу «Хайдук» (Спліт), в якій провів вісім сезонів, взявши участь у 136 матчах чемпіонату.
Своєю грою за цю команду привернув увагу представників тренерського штабу клубу «Црвена Звезда», до складу якого приєднався 1955 року. Відіграв за белградську команду наступні п'ять сезонів своєї ігрової кар'єри.
Протягом 1960—1963 років захищав кольори команди клубу «Алеманія» (Аахен).
Завершив професійну ігрову кар'єру у клубі «Вікторія» (Кельн), за команду якого виступав протягом 1963—1965 років.

## Виступи за збірну
1950 року дебютував в офіційних матчах у складі національної збірної Югославії. Протягом кар'єри у національній команді, яка тривала 10 років, провів у формі головної команди країни 59 матчів.
У складі збірної був учасником чемпіонату світу 1950 року у Бразилії, футбольного турніру на Олімпійських іграх 1952 року у Гельсінкі, де разом з командою здобув «срібло», чемпіонату світу 1954 року у Швейцарії, чемпіонату світу 1958 року у Швеції.

## Кар'єра тренера
Розпочав тренерську кар'єру, ще продовжуючи грати на полі, 1964 року, очоливши тренерський штаб клубу «Фрайбургер».
1973 року став головним тренером збірної Камеруну, яку тренував два роки.
Протягом тренерської кар'єри також очолював команди клубів «Фортуна» (Сіттард), «Фортуна» (Кельн) та «Ферст Вієнна».
Останнім місцем тренерської роботи був клуб «Спліт», головним тренером команди якого Владимир Беара був з 1980 по 1981 рік.

## Титули і досягнення
- Срібний олімпійський призер: 1952
- Чемпіон Югославії: 1950, 1952, 1954-55, 1955-56, 1956-57, 1958-59, 1959-60
- Володар Кубка Югославії: 1957-58, 1958-59